# Volkswagen Arteon
Volkswagen Arteon – samochód osobowy klasy średniej  produkowany pod niemiecką marką Volkswagen w latach 2017–2025.

## Historia i opis modelu

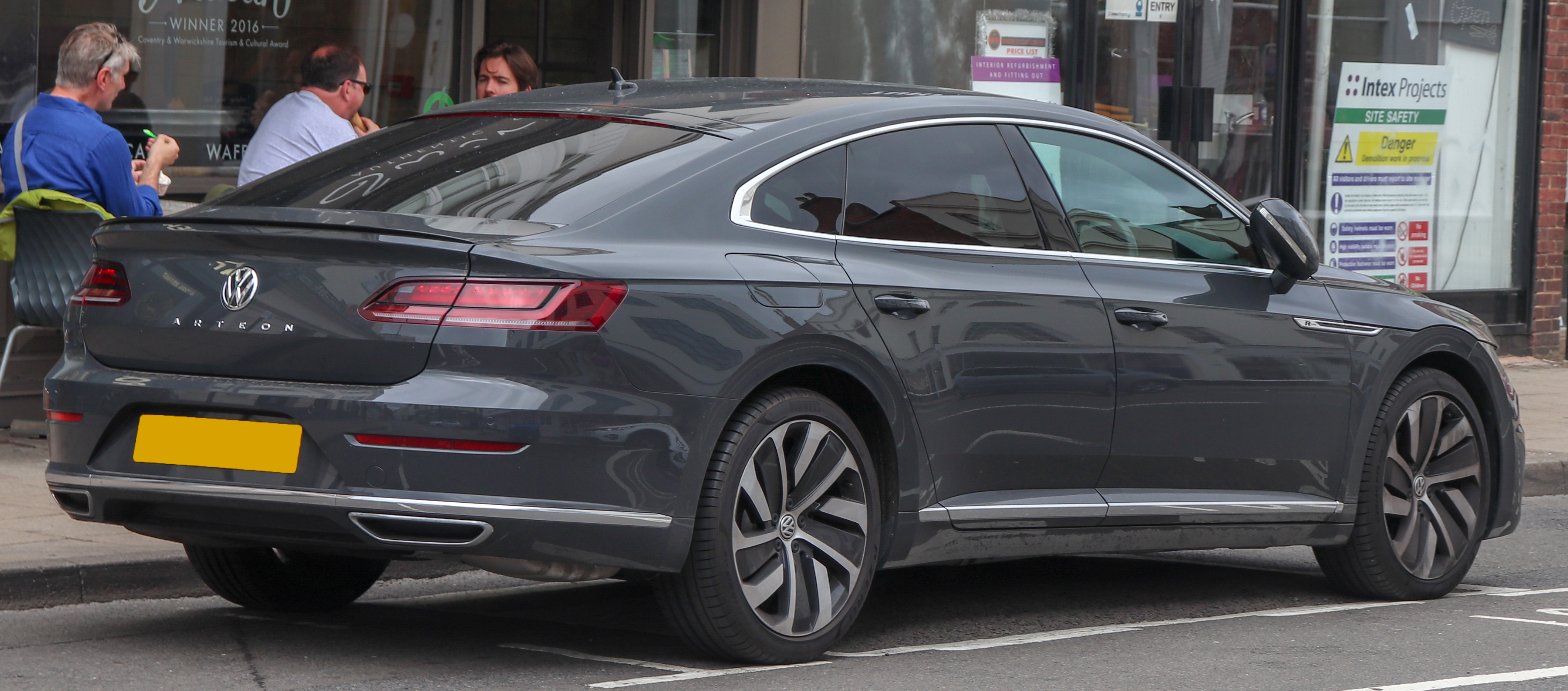
Volkswagen Arteon R-Line – tył

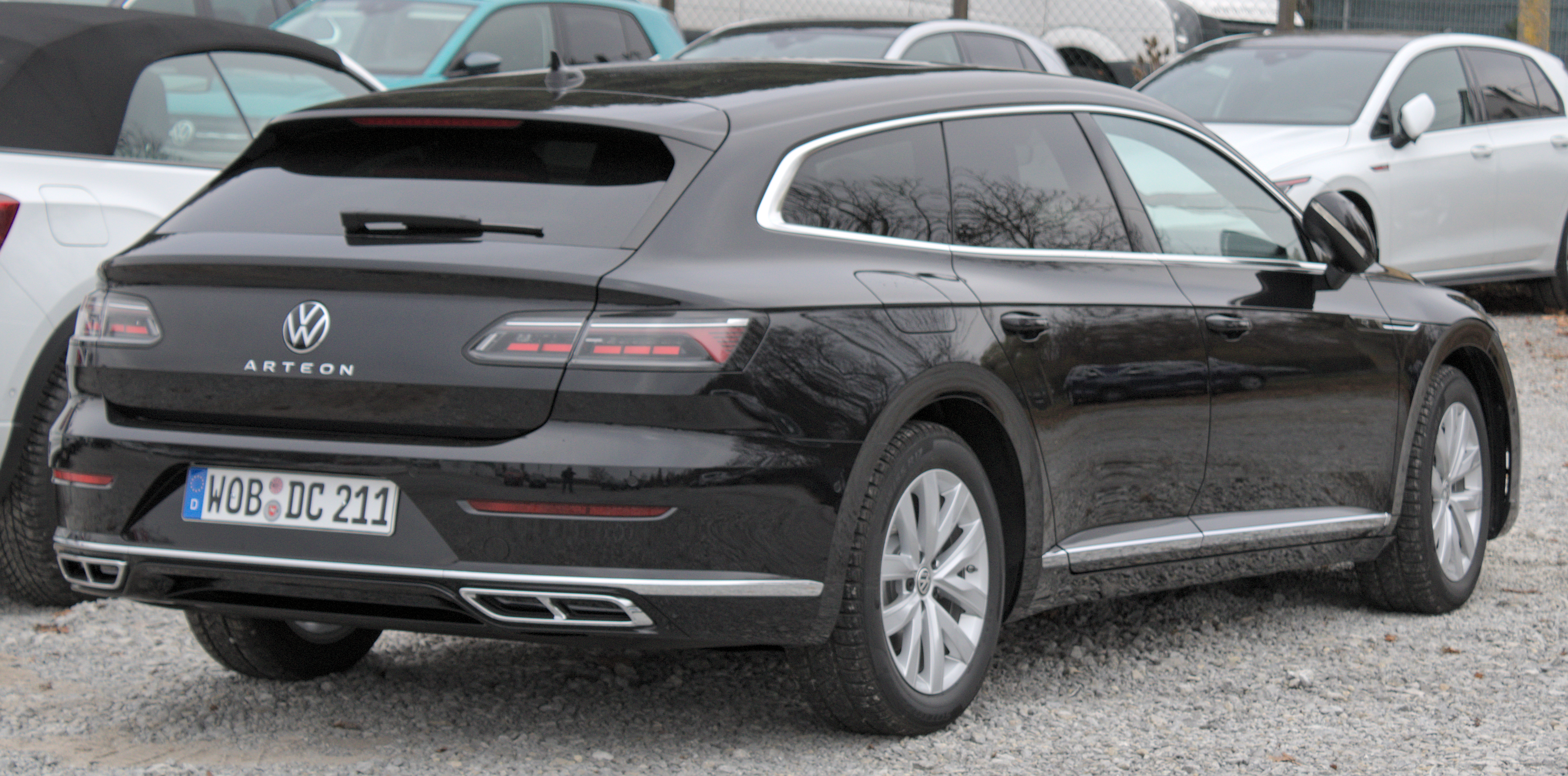
Volkswagen Arteon Shooting Brake

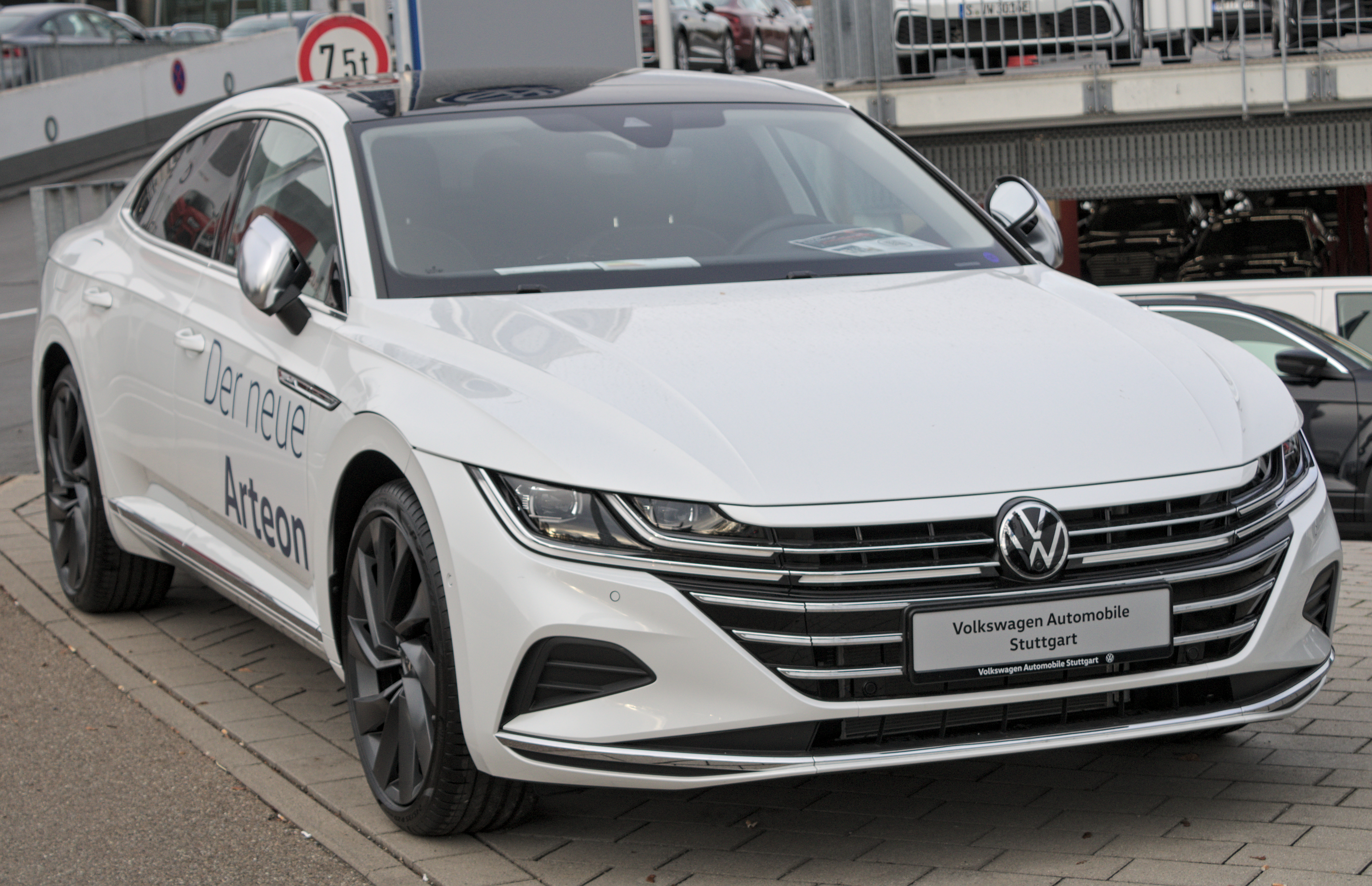
Volkswagen Arteon po liftingu

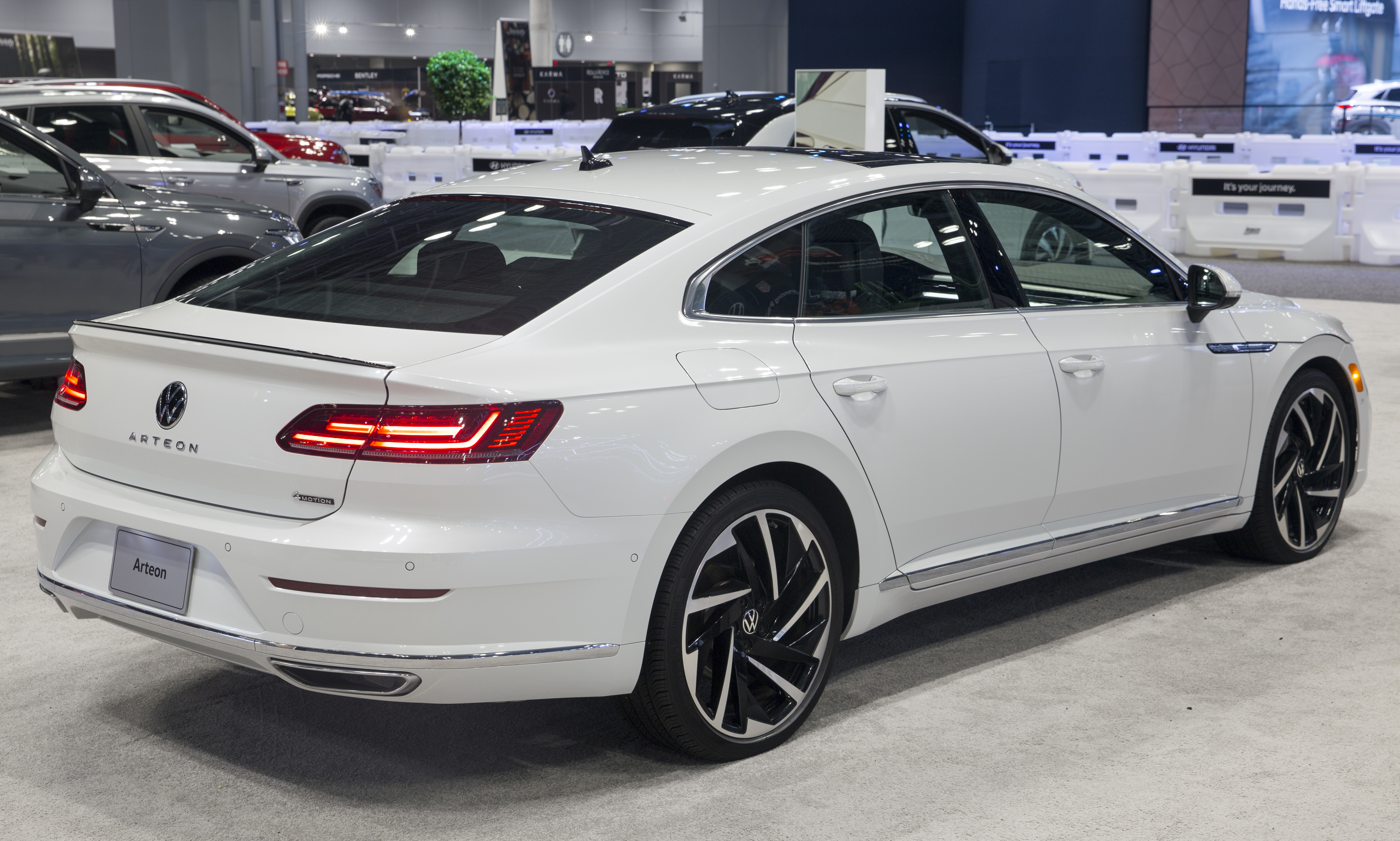
Volkswagen Arteon – tył po liftingu

Samochód został po raz pierwszy oficjalnie zaprezentowany 7 marca 2017 roku podczas targów motoryzacyjnych w Genewie. Nazwa Arteon pochodzi od połączenia dwóch słów: "Art" (pol. – sztuka) oraz "eon", który nawiązuje do luksusowego modelu Phideon, następcy Phaetona na rynku chińskim. Arteon jest następcą Volkswagena CC, ale w gamie Volkswagena jest pozycjonowany wyżej, na granicy z klasą wyższą)

### Nadwozie
Pojazd zbudowany został od podstaw na bazie modułowej płyty podłogowej MQB wykorzystanej do budowy m.in. Passata B8. Jest też znacznie większy od modelu CC. Wyróżnia się opadającą linią dachu jak w samochodzie o nadwoziu coupe oraz pokrywą bagażnika unoszoną wraz z tylną szybą.
Charakterystycznym elementem pojazdu jest przednia część nadwozia, w której zastosowane zostały m.in. diodowe reflektory, LED-owe światła do jazdy dziennej oraz chromowana atrapa chłodnicy. Drzwi boczne pojazdu pozbawione zostały klasycznych obramowań szyb.
W Chinach Volkswagen Arteon jest sprzedawany od wiosny 2018 roku jako druga generacja modelu CC.
Pod koniec 2023 roku wycofano ze sprzedaży wersję liftback. Natomiast odmiana Shooting Brake zniknęła z produkcji w 2025 roku

### Lifting
W 2020 roku samochód przeszedł gruntowny facelifting. Zmiany zewnętrzne ograniczyły się do drobnych zmian w obrębie zderzaków, kosmetyczne zmiany spowodowały także, że rozstaw osi auta zwiększył się o 1 mm. We wnętrzu samochodu zmiany były o wiele większe. Deska rozdzielcza zmieniła kształt, najważniejsze instrumenty pozostały co prawda na swoich dotychczasowych miejscach, ale w większości zostały zdigitalizowane (usunięto między innymi klasyczny analogowy zegarek). Z konsoli centralnej zniknęły klasyczne pokrętła służące do obsługi klimatyzacji – ich miejsce zajął panel dotykowy. Wskutek zmiany kształtu deski rozdzielczej nowy kształt przybrały także nawiewy klimatyzacji. Kierownica także zmieniła wygląd. Główną nowością przy okazji faceliftingu modelu była odmiana kombi nazwana Shooting Brake oraz silniki hybrydowe. Do gamy Arteona dołączyła także sportowa odmiana R, która napędzana jest silnikiem 2.0 TSI o mocy 320 koni mechanicznych (napęd na cztery koła).

### Wersje wyposażeniowe
- Essence
- Elegance
- R-Line
- R

Podstawowa wersja Essence pojazdu standardowo wyposażona jest m.in. w system ABS, ASR, EDL, ESP oraz asystenta siły hamowania i stabilizacją toru jazdy z przyczepą, w pełni wykonane w technologii LED reflektory przednie i tylne, wielofunkcyjną skórzaną kierownicę, system wykrywający pieszych z aktywną pokrywą silnika, elektromechaniczny hamulec postojowy, system sygnalizujący zmęczenie kierowcy, TPMS, trzystrefową klimatyzację automatyczną, elektryczne sterowanie szyb, elektryczne sterowanie lusterek z funkcją podgrzewania, składania oraz opuszczania, a także 8-calowy ekran dotykowy systemu multimedialnego wyposażonego w 8-głośników, wejścia cd/SD/AUX/USB oraz Bluetooth, czujnik deszczu oraz zmierzchu, aktywny tempomat, system Start&Stop, system Lane Assist, asystenta świateł drogowych, system Front Assist z funkcją awaryjnego hamowania, przednie i tylne czujniki parkowania, 17-calowe alufelgi.
Bogatsza wersja Elegance dodatkowo wyposażona została m.in. w chromowane dodatki wewnątrz i na zewnątrz pojazdu, podgrzewane przednie fotele, adaptacyjne zawieszenie DCC, blokadę mechanizmu różnicowego (XDS) oraz 18-calowe alufelgi, a także dynamiczne kierunkowskazy w tylnych światłach. Wersja R-Line wyróżnia się sportowymi dodatkami.
Opcjonalnie auto, w zależności od wersji, wyposażyć można m.in. w system nawigacji satelitarnej, system bezkluczykowy, kamerę cofania, system obserwacji otoczenia przez 4 kamery, system wspomagania parkowania, elektrycznie sterowany panoramiczny dach, podgrzewaną przednią szybę, klimatyzowane fotele przednie z funkcją pamięci, podgrzewane koło kierownicy, ogrzewanie postojowe sterowane pilotem, wyświetlacz HUD, tuner cyfrowy, 19 lub 20-calowe alufelgi, asystenta zmiany pasa ruchu, asystenta wyjazdu z miejsca parkingowego, asystenta hamowania oraz jazdy w korku.

### Silniki
Benzynowe:
- R4 1.5 TSI 150 KM
- R4 2.0 TSI 190 KM
- R4 2.0 TSI 280 KM
- R4 2.0 TSI 320 KM

Wysokoprężne:
- R4 2.0 TDI 150 KM
- R4 2.0 TDI 190 KM
- R4 2.0 TDI 240 KM